# Philipp Brozel
Philipp Brozel (1868 in St. Petersburg, Russisches Kaiserreich – 23. Dezember 1927 in Twickenham, England) war ein russisch-englischer Opernsänger (Tenor) und Gesangspädagoge.

## Leben
Nachdem er seine schöne Stimme entdeckt hatte, begab er sich nach London, wo er von Manuel Patricio Rodríguez García ausgebildet wurde. Nach Absolvierung seiner Gesangsstudien erschien er 1894 am Coventgardentheater in London.
1900 ging er auf eine Tournee durch die USA. 1902 wurde er nach Bayreuth verpflichtet, um sich bei den Festspielen als „Steuermann“ in „Holländer“ und „Knappe“ im „Parsifal“ auch vor internationalem Publikum zu bewähren. 1907 sang er an der Wiener Staatsoper. 1908 ging er nach England zurück und arbeitete nach 1910 als Gesangspädagoge.